# مرزوق العتيبي
مرزوق العتيبي من مواليد 7 نوفمبر، 1975، لاعب كرة قدم سعودي معتزل، برز اسمه في الساحة الرياضية مع المنتخب السعودي لكرة القدم في كأس العالم للقارات بعد احرازه سوبر هاتريك أربعة أهداف من اصل خمسه في مرمي المنتخب المصري وأيضا هدفين في مرمي منتخب البرازيل لكرة القدم في ذات البطولة ولذلك لقب حينها بعابر القارات، بعدها انتقل في صفقة اعتبرت الاغلى حينذاك من نادي الشباب السعودي إلى نادي الاتحاد السعودي الذي حقق معه بطولتي آسيا لعامي 2004-2005. احترف لمدة شهرين في نادي الرفاع البحريني في عام 2001 , لكن انخفض مسواة بشكل كبير حيث لم يقدم ما يشفع له فتم الاتفاق مع نادي النصر السعودي لينتقل إلى فريق النصر 2007 ثم عاد في نهاية موسم 2008 إلى الاتحاد ثم أنتقل لنادي الوحدة في عام 2009 وبعد نهاية عقده ابتعد عن ممارسة الكرة لمدة سنة وعاد في موسم 2010 وانتقل لنادي الوطني بتبوك ثم انتقل إلى نادي المريخيه القطري في عام 2011 .

## كأس الخليج 2004
وقد سجل هدف في مرمى منتخب اليمن لكرة القدم.

## روابط خارجية
- مرزوق العتيبي على موقع الاتحاد الدولي (مؤرشف)  (الإنجليزية)
- مرزوق العتيبي على موقع قاعدة بيانات كرة القدم.إي يو (الإنجليزية)
- مرزوق العتيبي على موقع ناشيونال فوتبول تيمز (الإنجليزية)
- مرزوق العتيبي على موقع كووورة